# Гарднер, Лоренс
Лоренс Гарднер (англ. Laurence Gardner, 17 мая 1943, Лондон — 12 августа 2010) — английский писатель.

## Титулы и публикации
Согласно информации, опубликованной на персональном сайте писателя, он является обладателем следующих титулов: член Общества антикваров Шотландии (англ. Fellow of the Society of Antiquaries of Scotland), кавалер ордена Сен-Жермена (фр. Chevalier Labhràn de St. Germain), председательский атташе Совета Князей Европы (European Council of Princes). Рыцарь Храма (тамплиер) Ордена Св. Антония.
Гарднер также утверждает, что публикуется в национальной газете Daily Mail, что ни прямо, ни косвенно не подтверждается официальным сайтом газеты, а также, что получил премию «Лучший автор Великобритании 1997 года», последнее, однако не подтверждается ни одним официальным сайтом литературных премий Великобритании.
Его книги переведены на многие языки и изданы такими издательствами, как HarperCollins, Transworld Publishers, Barnes & Noble и Penguin Books.

## Идеи
Автор книг о Святом Граале и генеалогии царских, княжеских и жреческих родов Европы и Ближнего Востока.
Утверждает, что является историографом движения якобитов и производит род Стюартов от Иисуса Христа — через династию Меровингов и Каролингов к королям Шотландии. Называет Иосифа, епископа Сарасского, сыном Иисуса и Магдалины. На основании своих генеалогических построений он поддерживает претензии на шотландский трон «принца Майкла Олбани».

## Критика
Некоторые критики Гарднера считают его работы лженаукой («псевдоисторией»). В рецензиях на его книги отмечалось многообразное искажение генеалогических данных (исторических и легендарных), а также «мешанина из различных теорий».